# Olivia Klemke
Olivia Klemke (* 1980 in Berlin) ist eine deutsche Schauspielerin.

## Leben und berufliche Entwicklung
Olivia Klemke spielte von 1995 bis 2000 im Jugendtheater Weites Theater in Berlin. Anschließend machte sie eine private Schauspielausbildung in Berlin. Parallel dazu spielte sie von 2001 bis 2003 eine Hauptrolle in der Kinderserie „Pengo! Steinzeit!“. Auch in der Kinder- und Jugendserie „Schloss Einstein“ war Klemke zu sehen.
2005 schloss sie ihr Studium Europäische Medienwissenschaft an der Universität Potsdam und der Hochschule für Film und Fernsehen „Konrad Wolf“ in Potsdam-Babelsberg mit dem Bachelor of Arts ab. Als Abschlussarbeit drehte und produzierte sie den Film „Keine Panik vorm Alter“.
Von 2005 bis 2009 war Olivia Klemke im Hauptcast in der Daily-Soap Unter uns bei RTL zu sehen. Dort spielte sie die Rolle von Franziska Gellert. Rollen bei „Polizeiruf 110“, „Wilde Engel“, „Ein Fall für die Anrheiner“ sowie in den Kinofilmen „No Future war gestern“ und „Der Liebesbaum“ folgten.
Im Jahre 2008 coverte sie mit der Punkband „Überflüssig“ den alten Klassiker „Im Wagen vor mir“, den man auf dem Album „Kapitel 5“ finden kann. Mit der gleichen Band sang sie 2016 den Filmsong zu „No Future war gestern“, wo sie ebenfalls die Rolle der Anne Klimt spielte.
Seit 2018 spielte sie zwei Staffeln im Hauptcast der Sketchcomedy „Schmitz und Family“ an der Seite von Ralf Schmitz. Die Serie war 2019 für den Deutschen Comedypreis nominiert.
Auch war sie 2019 in „True Story“ mit Michael Mittermeier zu sehen. 2020 drehte sie für den TV-Film „Hyperland“.
Der Kurzfilm „Memories“, wo Klemke 2022 die Rolle der Elena Biehl spielte, wurde vielfach ausgezeichnet, Klemke war unter anderem als „Beste Schauspielerin“ auf den New York International Film Awards nominiert. Auch ist Klemke 2022 im Carglass Werbespot zu sehen.
Theaterengagements hatte Klemke am Schauspiel Köln und seit 2019 am Gloria-Theater in Köln. In „Ein Traum von Hochzeit“ spielte sie die Rolle der Judy.
Sprechertätigkeiten hatte sie unter anderem in den Kinderhörbüchern „Schnuppi und die Pusteblume“ (2021) und „Schnuppi und der verlorene Wunsch“ (2022) sowie in „Die Chroniken der Waisen“ Audible (2022)
Seit 2008 arbeitete sie als Dozentin / Schauspielcoach unter anderem bei „Task“ Köln, „Acting Studio“ Berlin, „Theas Theaterschule“ Bergisch Gladbach, „Nepumuck“ Düsseldorf. Sie gibt privaten Schauspielunterricht und hat 2019 eine Ausbildung zum „Sparringspartner Schauspiel“ bei changeway GmbH gemacht.
Aktuell dreht sie für den US-Film „Ranger“, wo sie die Rolle einer CIA-Agentin Anja spielt. Der Film kommt 2023 in Amerika in die Kinos.

### Privates
Olivia Klemke lebt in Köln, ist verheiratet und Mutter eines Sohnes.